# Il baco da seta
Pour plus de détails, voir Fiche technique et Distribution.
Il baco da seta est un film italien réalisé par Mario Sequi, sorti en 1974.

## Fiche technique
- Titre : Il baco da seta
- Réalisation : Mario Sequi
- Scénario : Mino Roli
- Musique : Mario Bertolazzi
- Pays d'origine : Italie
- Format : Mono
- Genre : thriller
- Durée : 90 minutes
- Date de sortie : 1974

## Distribution
- Nadja Tiller : Smeralda Amadier
- George Hilton : Didier
- Riccardo Garrone : commissaire Guarnieri
- Guy Madison : Robert
- Evi Marandi : Yvonne
- Evi Rigano : Marcelle
- Mario Feliciani : Planget
- Osvaldo Ruggieri : Raffaele
- Carlos de Castro : Anastasios Kuskas
- Vivi Gioi : l'ex de Costa